# Лидия Мей
Лидия Юхановна Мей (на естонски: Lydia Mei) е естонска художничка, която използва най-вече акварел в картините си и рисува натюрморти.

## Биография
Родена е на 2 юли 1896 г. на естонския остров Хиюмаа. Лидия Мей е средното дете от три дъщери на капитан на кораб. Всички три сестри се занимават с изкуство като Лидия Мей и Натали Мей стават художнички и постигат обществена значимост по време на движението Нова вещественост (Neue Sachlichkeit), период от естонското изкуство през 20-те години. Третата сестра Кристине Мей става скулптор.
Мей учи архитектура до 1918 г. в Женския политехнически институт в Санкт Петербург, но става известна с използването на акварел в края на 20-те години. През 1919 г. участва в създаването на художественото обединение „Паллас“. Учи живопис при Николай Трийк. От 1920 до 1921 г. работи като учителка по рисуване в педагогическа колеж в Тарту. Нейните творби са излагани в Амстердам, Рига, Хелзинки, Берлин и други градове. В началото на 40-те години се занимава с илюстриране на детски книги. Натюрмортите на Лидия мей се отличават с яркост и богатство на цветовете.
По-късно се омъжва за скулптора Антон Старкопф и понякога е наричана Лидия Мей-Старкопф. Умира на 14 септември 1965 г. в Талин.
Картините на Лидия Мей се съхраняват в Естонския художествен музей.

## Награди
На 15 септември 1956 год е наградена с Почетна грамота от Президиума на Върховния съвет на Естонската ССР.